# Скоуэн, Арне
Арне Скоуэн (норв. Arne Skouen; 1913—2003) — норвежский кинорежиссёр, журналист, писатель.

## Биография
Арне Скоуэн родился в Осло в семье клерка 18 октября 1913 года.
Четырежды был номинирован на призы Каннского кинофестиваля (1952, 1954, 1955, 1958). Также в 1959 году был номинирован на премию Берлинского кинофестиваля. В 1967—1972 годах возглавлял Ассоциацию норвежских драматургов.
В 1986 году был удостоен премии Ибсена.

## Фильмография
- 1949 — Уличные мальчишки / Gategutter
- 1952 — Аварийная посадка / Nødlanding
- 1955 — Пожар в ночи! / Det brenner i natt!
- 1957 — Девять жизней / Ni liv (в 1957 году был номинирован на премию «Оскар» как лучший фильм на иностранном языке)
- 1958 — / Pastor Jarman kommer hjem
- 1959 — Хозяин и его слуги / Herren og hans tjenere
- 1961 — Автобус / Bussen
- 1962 — Холодные следы / Kalde spor
- 1969 — Ан-Магритт / An-Magritt